# Joe Ellis
Joseph Franklin "Joe" Ellis (nacido el 3 de mayo de 1944 en Oakland, California) es un exjugador de baloncesto estadounidense que jugó durante ocho temporadas en la NBA. Con 1,98 metros de estatura, lo hacía en la posición de alero.

## Trayectoria deportiva

### Universidad
Jugó durante cuatro temporadas con los Dons de la Universidad de San Francisco, en las que promedió 13,4 puntos y 8,8 rebotes por partido. En sus tres últimas temporadas fue elegido en el mejor quinteto de la West Coast Conference, siendo además elegido en 1965 para representar a la selección de Estados Unidos en la Universiada celebrada en Budapest.

### Profesional
Fue elegido en la decimotercera posición del Draft de la NBA de 1966 por San Francisco Warriors, donde jugó durante 8 temporadas, las tres últimas ya con la denominación de Golden State Warriors. en su primera temporada apenas contó para su entrenador, Bill Sharman, el cual lo alineó solo en 41 partidos, en los que promedió 3,7 puntos y 2,7 rebotes. Esa temporada disputaría las Finales de la NBA, en las que caerían ante Philadelphia 76ers.
En la temporada 1968-69, ya con George Lee en el banquillo, comenzó a tener más protagonismo, consiguiendo la titularidad al año siguiente, mejorando sus cifras hasta los 15,8 puntos y 7,8 rebotes por partido, en la que sería a la postre su mejor campaña como profesional. Jugó cuatro temporadas más con los Warriors, en las cuales fue perdiendo minutos de juego, hasta que, tras no ser renovado al finalizar la temporada 1973-74, optó por la retirada.

## Estadísticas de su carrera en la NBA

### Temporada regular
| Temporada | Edad | Equipo                 | Liga | P   | TIT | MIN  | TC  | TCA  | %TC  | 3P | 3PA | %3P | TL  | TLA | %TL  | R.OF. | R.DEF. | REB | ASIS | ROB | TAP | PER | FP  | PTS  |
| 1966-67   | 22   | San Francisco Warriors | NBA  | 41  |     | 8.1  | 1.6 | 4.0  | .409 |    |     |     | 0.5 | 0.6 | .760 |       |        | 2.7 | 0.7  |     |     |     | 1.1 | 3.7  |
| 1967-68   | 23   | San Francisco Warriors | NBA  | 51  |     | 12.2 | 2.2 | 5.9  | .368 |    |     |     | 0.6 | 1.0 | .640 |       |        | 3.8 | 0.7  |     |     |     | 1.6 | 5.0  |
| 1968-69   | 24   | San Francisco Warriors | NBA  | 74  |     | 23.4 | 5.0 | 12.7 | .395 |    |     |     | 2.0 | 2.7 | .731 |       |        | 6.5 | 1.8  |     |     |     | 3.5 | 12.0 |
| 1969-70   | 25   | San Francisco Warriors | NBA  | 76  |     | 31.3 | 6.6 | 16.1 | .410 |    |     |     | 2.6 | 3.6 | .741 |       |        | 7.8 | 1.8  |     |     |     | 3.7 | 15.8 |
| 1970-71   | 26   | San Francisco Warriors | NBA  | 80  |     | 28.4 | 4.5 | 11.2 | .396 |    |     |     | 1.9 | 2.5 | .744 |       |        | 6.4 | 2.0  |     |     |     | 3.6 | 10.8 |
| 1971-72   | 27   | Golden State Warriors  | NBA  | 78  |     | 18.7 | 3.6 | 8.7  | .411 |    |     |     | 1.2 | 1.7 | .720 |       |        | 5.0 | 1.2  |     |     |     | 2.9 | 8.4  |
| 1972-73   | 28   | Golden State Warriors  | NBA  | 74  |     | 14.2 | 2.7 | 6.6  | .409 |    |     |     | 0.9 | 1.3 | .742 |       |        | 3.8 | 1.2  |     |     |     | 1.9 | 6.3  |
| 1973-74   | 29   | Golden State Warriors  | NBA  | 50  |     | 10.3 | 1.2 | 3.8  | .321 |    |     |     | 0.4 | 0.6 | .581 | 0.7   | 1.7    | 2.4 | 0.7  | 0.7 | 0.2 |     | 1.5 | 2.8  |
| Total     |      |                        | NBA  | 524 |     | 19.8 | 3.7 | 9.3  | .398 |    |     |     | 1.4 | 1.9 | .727 | 0.7   | 1.7    | 5.1 | 1.4  | 0.7 | 0.2 |     | 2.7 | 8.8  |

### Playoffs
| Temporada | Edad | Equipo                 | Liga | P  | MIN | TCA | TC  | 3PA | 3P | TLA | TL | R.OF. | REB | ASIS | ROB | TAP | PER | FP | PTS | %TC  | %3P | %FT  | MIN  | PTS  | REB | AST |
| 1966-67   | 22   | San Francisco Warriors | NBA  | 3  | 6   | 1   | 4   |     |    | 0   | 0  |       | 1   | 2    |     |     |     | 2  | 2   | .250 |     |      | 2.0  | 0.7  | 0.3 | 0.7 |
| 1967-68   | 23   | San Francisco Warriors | NBA  | 9  | 104 | 13  | 44  |     |    | 6   | 7  |       | 19  | 7    |     |     |     | 16 | 32  | .295 |     | .857 | 11.6 | 3.6  | 2.1 | 0.8 |
| 1968-69   | 24   | San Francisco Warriors | NBA  | 6  | 161 | 23  | 79  |     |    | 16  | 25 |       | 51  | 3    |     |     |     | 22 | 62  | .291 |     | .640 | 26.8 | 10.3 | 8.5 | 0.5 |
| 1970-71   | 26   | San Francisco Warriors | NBA  | 5  | 91  | 13  | 42  |     |    | 2   | 3  |       | 21  | 0    |     |     |     | 8  | 28  | .310 |     | .667 | 18.2 | 5.6  | 4.2 | 0.0 |
| 1971-72   | 27   | Golden State Warriors  | NBA  | 5  | 113 | 21  | 63  |     |    | 12  | 17 |       | 21  | 4    |     |     |     | 9  | 54  | .333 |     | .706 | 22.6 | 10.8 | 4.2 | 0.8 |
| 1972-73   | 28   | Golden State Warriors  | NBA  | 10 | 100 | 12  | 38  |     |    | 0   | 0  |       | 18  | 7    |     |     |     | 18 | 24  | .316 |     |      | 10.0 | 2.4  | 1.8 | 0.7 |
| Total     |      |                        | NBA  | 38 | 575 | 83  | 270 |     |    | 36  | 52 |       | 131 | 23   |     |     |     | 75 | 202 | .307 |     | .692 | 15.1 | 5.3  | 3.4 | 0.6 |